# Лазарево (Бања Лука)
За остале употребе, погледајте Лазарево (вишезначна одредница).
Лазарево је градска четврт у Бањој Луци. Подијељено је у двије мјесне заједнице:
- Лазарево 1
- Лазарево 2.

Лазарево је некада било село, а данас је градска четврт која се налази у сјеверном дијелу насељеног мјеста Бања Лука. Насеље Лазарево простире се од Кумсала до Дервиша, и од обале Врбаса до Новаковића, Дракулића и Петрићевца. Гранична линија између МЗ „Лазарево 1“ и МЗ „Лазарево 2“, је ул. Књаза Милоша (стара градишка цеста). Након земљотреса у Бањој Луци 1969. године, у овом насељу је изграђен велики број монтажних објеката за становање, па је до данас остало познато као „насеље барака“. Према Попису становништва у СФРЈ 1991. данашње Лазарево је бројало 15.786 становника, од тога Мјесна заједница „Лазарево 2“ — 5.393 становника.

## Становништво
Прије Грађанског рата у БиХ, данашње насеље Лазарево било је подијељено на четири мјесне заједнице, и то: МЗ „Буџак 1“, МЗ „Буџак 2“, МЗ „Буџак 3“ и МЗ „Буџак 4“. Према Попису становништва у СФРЈ 1991. године, ово насеље је бројало 15.786 становника. А према националној структури, становништво се изјаснило на сљедећи начин: 8.642 или 54,7% Срба, 1068 или 6,7% муслимана, 2913 или 18,4% Хрвата, 2309 или 14,62 Југословена и 854 или 5,4% осталих. 

Број становника приказан по мјесним заједницама износио је: „Буџак 1“ — 2792 (данашње „Лазарево -1“), „Буџак 2“ — 5395 (данашње „Лазарево -1“), „Буџак 3“ — 5393 (данашње „Лазарево -2“), „Буџак 4“ — 2206 (данашње „Лазарево -1“).
| Попис 1991.     | Бр. становника |
| --------------- | -------------- |
| МЗ "Лазарево 1" | 10.393         |
| МЗ "Лазарево 2" | 5.393          |

Према подацима Централне изборне комисије Босне и Херцеговине број бирача за Опште изборе 2018. године, у насељу Лазарево је био сљедећи:
| ЦИК БиХ — 2018. | Бр. бирача |
| --------------- | ---------- |
| МЗ "Лазарево 1" | 7.743      |
| МЗ "Лазарево 2" | 4.444      |

Упоређујући податке ЦИК-а из 2012. и 2014. у насељу Лазарево дошло је до повећања броја грађана са бирачким правом са 11.903 на 12.143 или 240 бирача више, односно 2%. А у 2018. додатно повећање броја бирача на 12.187, или 0.36% бирача више него 2014. године.
Највећа бањалучка насеља према броју бирача (подаци ЦИК-а БиХ из 2014) су: Обилићево (16.743), Старчевица (14.480), Центар (12.453), Лауш (12.334), Лазарево (12.143) и Борик (11.559).

## Име насеља
Насеље Лазарево као једно од највећих градских насеља добило је име по српском кнезу Лазару.

Лазар Хребељановић (Прилепац, 1329 — Косово поље, 15. јун 1389), познат и као Свети цар Лазар, био је српски кнез са пријестоницом у Крушевцу. Погинуо је у бици на Косову 1389. и проглашен је за свеца. 

Првобитан назив за ово насеља, које се налази у равничарском дијелу Града, био је Буџак. У неким историјским текстовима помиње се под тим називом 1864. у контексту буџачког села, које је било ријетко насељено, уз обалу Врбаса, и које се налазило подаље од главних путних праваца. 
 
Ријеч „Буџак“ је турског поријекла и потиче од ријечи „Bucак“ а значи скривено мјесто у кући, угао, ћошак ... А у наведеном контексту овај назив је означавао забачено мјесто. На украјинском, бугарском и руском језику ова ријеч се пише „Буджак“, на румунском „Bugeac“, а у неким другим језицима ријеч Буџак сусрећемо у облицима: „Budjak“, „Budzhak“, „Bujak“, „Buchak“, „Budziac“...

## Историјат насеља
У првој половини 19. вијека тадашњи Буџак (данашње Лазарево) представљао је село надомак Бањалуке, које је било ријетко насељено у дијелу око Шегиног пута. Мјештани су градили куће подаље од главне саобраћајнице (градишке цеста) јер је тако било сигурније за живот у вријеме турске владавине. За вријеме Аустроугара, расте насеље уз стару градишку цесту. Тада је изграђена и жељезничка станица у међупростору између старог и новог Буџака, која на старим аустријским картама носи назив „Vorstadt“. Након Другог свјетског рата као приградско насеље Буџак се стално шири, и то највећим дијелом због прилива становништва из околних села, понајвише из Ивањске. Нарочито велики прираст становништва из различитих крајева и различитог поријекла, насеље има након земљотреса. 

До 1969. постојала је Хидроцентрала у Делибашином селу, на ријеци Врбас, снаге 12 мегавата, која је снабдјевала дио Града струјом. Земљотрес је срушио брану. Иако је касније било покушаја да се реконструише, до реализације тога ипак није дошло. (Извор: Историјски записи самостана "Марија Звијезда") Средином 90-их, одлуком Скупштине Града, промјењено је име мјесних заједница из назива „Буџак“ у назив „Лазарево“. Првобитно су постојале четири мјесне заједнице у Лазареву, са истим територијалним обухватом као и прије промјене назива. Накнадно, новом одлуком Скупштине Града из 2006. године, насеље је било подијељено у двије мјесне заједнице. И то на начин да су мјесне заједнице (Лазарево: 1, 2 и 4) обједињене у једну названу МЗ „Лазарево 1“, а да је МЗ „Лазарево 3“ преименовано у МЗ „Лазарево 2“. 
Данас је Лазарево једно од већих и уређенијих градских насеља.

### 1960.
"Иако су на свим зборовима бирача, мјештани нарочито наглашавали потребу за отварањем мањих продавница: меса, хљеба, новина и другог, до сада ништа није предузето да би се то и остварило. У насељу има једна продавница колонијалне робе, бријачница и кројачница што је свакако мало. Због тога су становници овога дијела Града присиљени да користе аутобусе те да плаћају: месо, хљеб, новине и друго по тридесет динара више него остали. Треба напоменути да у Буџаку имају двије гостионице а врше се припреме и за отварање треће." (Извор: Крајишке новине, Лист социјалистичког савеза радног народа срезова Бањалука и Приједор, 1959-60. године)

### Основна школа „Борисав Станковић“ кроз историју
Камен темељац за изградњу ове школе постављен је 1977. године, јер је оближња Основна школа „Иван Горан Ковачић“ постала пренатрпана. Дјеца су ишла у три смјене, а некада се чак и у Пољопривредној школи одржавала настава за основце. Школа је завршена у рекордном року, у јесен 1978. године. Већ 1980. у школској дворани су одржаване неке од утакмица Европског првенства за жене а за организацију утакмица, школа је добила специјалну плакету Европске кошаркашке федерације. 
1982. емитована је прва емисија интерне школске телевизије а исту је опремило предузеће „Руди Чајевец“. 1984. домаћин је „Малих олимпијских игара БиХ-МОИ“. Школа 1992. године мијења назив из ОШ „Ранко Шипка“ у ОШ „Борисав Станковић“. У периоду од августа 1995. до марта 1998. у школи је привремени смјештај нашло преко 5.000 избјеглица. Након чега је услиједила комплетна санација школе и спортске дворане а завршена је у септембру 1998.

### Основна школа „Иван Горан Ковачић“ кроз историју
Основна школа „Иван Горан Ковачић“ је отворена и почела са радом 1956. године. Школа је саграђена добровољном акцијом становника три насеља. Поред матичног насеља, још су је градили становници насеља Чесма и Дракулић. Располаже са великим школским парком у којем се годинама сади, одржава и обнавља мноштвом различитог цвијећа и дрвећа (смрча, бор, јела, јабука, крушка итд.), а о парку брине еколошка секција школе и радници школе. Овај парк у оквиру дворишта ОШ „Иван Горан Ковачић“ представља други највећи парк у граду Бањој Луци. 

Током Грађанског рата у БиХ школа је функционисала у знатно отежаним условима, наставнички кадар је био подложан честим промјенама (нарочито наставници страних језика, а присутан је био и дефицит ових кадрова) а често се мијењао и број и структура ученика (с обзиром на велике миграције становништва током рата). Присутан је био и проблем обезбјеђења огрева за ученике. Велики проблеми који су ометали редован ток функционисања ове јавне школске установе били су настављени чак и 10-ак година послије рата, у једном новом облику. Наиме од 1995. године смјештен је био велики број избјеглица у фискултурној сали и једном дијелу учионица школе, па је цјелокупан наставни процес, а нарочито настава физичког васпитања, био знатно отежана.

Данас у школи постоји 26 одјељења и 1 одјељење продуженог боравка. Сваке године наставно особље у сарадњи са својим ученицима проводи акцију „Прољеће“, која подразумијева да сваки ученик засади по један цвијет. Од различитих ученичких секција чији представници учествују на школским такмичењима, нарочито се истичу, ученици такмичари из предмета Демократија. Од када је у школски систем Републике Српске 2006. године уведен овај предмет и од када се одржавају такмичења, ученици ове школе готово редовно на школским такмичењима освајају највише пласмане.

## Насеље барака
Специфичност насеља Лазарево у односу на друга градска насеља, јесте и постојање великог број стамбених монтажних објеката у појединим његовим дијеловима. Ти објекти су изграђени након земљотреса у Бањој Луци 1969. године. Њиховом изградњом тадашње насеље значајно мијења своју контуру и изглед, па је стога међу Бањалучанима постало препознатљиво и као „насеље барака“.

## Вјерски објекти
Од вјерских објеката постоје — православна црква „Лазарица“, посвећена Св. вмч. кнезу Лазару, те католичка црква са самостаном у Трапистима (МЗ „Лазарево 1“). 
Траписти у Бањалуку долазе средином 19. вијека, купују земљу у Делибашином селу и оснивају самостан. Оснивач самостана је Франц Фанер (Franc Pfaner). Посјета самостану Марија Звијезда који датира из 1926. године, укључена је и у програм туристичког разгледања града, а постоји и стална изложбена поставка фотографија и дијела Траписта. Већ 30 година, она је и жупна црква, и не постоји слична црква у Босни и Херцеговини. Одликују је велики простор, необична умјетничка уобличења, њежне боје ...
Изградња цркве „Лазарица“ започета је 18. септембра 2000. године, а освештао ју је епископ бањалучки Јефрем на Видовдан 2001. године, уз присуство највиших државника Републике Српске. Православна општина Лазарево већ традиционално сваке године организује хуманитарне акције, и шаље конвоје помоћи за социјално угрожене сународнике на КиМ. Објекат се налази у ул. Марка Липовца, у МЗ „Лазарево 2“.

## Привреда
У мјесним заједницама „Лазарево 1“ и „Лазарево 2“ сједишта имају бројна предузећа (привредна друштва). Нека од познатијих су: прехрамбено предузеће „Витаминка", „Пут", „Чистоћа", „Нова ДИ Врбас“, „Нова пијаца“, „Грађа“, „Јелшинград“, „ТАС“, „Независне новине“, „Синтелон“, „Нова сировина“, „Лада ауто“, „Бањалучка пивара“, „Аутобуска станица“, „Пошта“, „Интерекс“ „Фис“ ... У Мјесној заједници „Лазарево 2“ најразвијенији је терцијарни привредни сектор: трговачка, угоститељска дјелатност и банкарство. У МЗ „Лазарево 2“ налази се и предузеће које се бави прерадом стакла, некадашњи градски привредни гигант „Кристал“.

### Бањалучка пивара
Један од најуспјешнијих привредних колектива, не само насеља него и читавог Града, је Бањалучка пивара. А њен највећи и најпрепознатљивији бренд је „Нектар пиво“. Иначе фабрику су основали редовници самостана „Марија Звијезда“ из реда Траписта, 1873. године. Данас фабрика своје производе извози и у неке од највећих земаља свијета.

### Нова ДИ Врбас
Дрвна индустрија „Врбас“ основана је 1949. године. Сједиште има на територији МЗ „Лазарево 1“. Током осамдесетих година на просторима бивше Југославије постаје лидер у производњи трпезаријског намјештаја а своје производе извозила је на тржишта широм свијета. Након тешких ратних и поратних година за фабрику, које карактерише губитак тржишта и покретање стечајног поступка, ДИ „Врбас“ од 2008. послује као велики тржишни субјект на новим основама под именом „Нова ДИ Врбас“ и успјела је донекле повратити дио старога сјаја.

## Саобраћајна инфраструктура
Насеље има релативно добру путну инфраструктуру. То се нарочито односи на Мјесну заједницу „Лазарево 2“. Лазарево пресјецају главне путне саобраћајнице према сјеверу, магистрални пут М16 Бањалука — Градишка, те ул. Књаза Милоша (стара градишка цеста). Изградњом улице Илије Гарашанина 2009. године, која је повезала ове двије главне саобраћајнице, дјелом су смањене саобраћајне гужве, али и даље представљају проблем насеља поготово на Булевару „Милутина Миланковића“. Уз главне саобраћајнице постоје бициклистичке и пјешачке стазе. 

У МЗ „Лазарево 1“ налази се Аутобуска станица Бања Лука и Жељезничка станица Бања Лука. Мјесну заједницу „Лазарево 2“ краси подвожњак, а МЗ „Лазарево 1“ надвожњак. На јужном излазу/улазу из МЗ „Лазарево 2“ - магистрални пут М16 и стара градишка цеста, налазе се и највећи градски, друмски кружни токови.
Повезаност насеља линијама градског аутобуског превоза је на задовољавајућем нивоу. Аутобуси градског превоза пролазе главним друмским саобраћајницама сваких неколико минута, а најкарактеристичније линије су: 1, 13, 13а, 13б, 13ц, 39, 39а ...

## Медији
У ул. Браће Пиштаљића је сједиште велике медијске компаније „Дневне независне новине“. Основана је 1995. године. У оквиру компаније постоје: Независне новине, Нес Радио и Радио Нес Кастра, интернет портал ... 

„Независне новине“ су дневни лист који излази у Бањој Луци а дистрибуира се на тржиште у читавој БиХ и дијеловима региона. Познате су и као организатор и суорганизатор традиционалних годишњих манифестација: „Избор спортисте године у БиХ“ и „Избор личности године у БиХ“. 

„Нес Радио“, као дио компаније „Дневне независне новине“, емитује радио програм 24 часа на дана. Поред музичког програма, радио нуди и најновије информације из земље и свијета и низ тематских емисија. Програм емитује на 6 фреквенција. Програм је универзалног карактера, намијењен је слушаоцима различитих музичких опредјељења, а с обзиром на покривеност територије, његов сигнал у свакој секунди може да чује преко 2,5 милиона људи. 

„Радио Нес Кастра“ је урбани градски радио, емитује програм намијењен људима млађе животне доби. Почео је са радом у септембру 2007. године, као алтер его Нес Радиа. Циљ оснивања радија је и да се подржи алтернативна и културна сцена, те освјежи и обогати радио етар у Бањој Луци и региону.

„Елта Телевизија ХД“ налази се у улици Мајора Драге Бајаловића. Основана је 2010, а већ 2011. постаје прва телевизија у Републици Српској и БиХ која свој сигнал емитује у ХД формату. Тренутно својим сигналом покрива подручје Републике Српске и Федерације БиХ, Словеније, те Србије. Телевизија има и други канала на којем се емитује домаћа и страна музика различитих жанрова.

## Социо — културни аспект
На подручју насеља постоји неколико васпитно-образовних установа. Ту су од школских установа: ОШ „Иван Горан Ковачић“, ОШ „Борисав Станковић“, Пољопривредна школа и Технолошка школа. Од предшколских установа егзистира — дјечији вртић „Колибри“ у МЗ „Лазарево 2“, који је најопремљенија установа те врсте у Граду. Вртић „Колибри“ садржи и велику централну кухињу одакле се храном опслужује већи број вртића на подручју Бањалуке. 

У Лазареву дјелују организације и удружења бораца, инвалида и пензионера. Све значајније политичке партије имају своје организационе јединице у овом насељу. Након реорганизације војске, један од преосталих војних објеката налази се ту, а то је касарна „Козара“. На тлу МЗ „Лазарево 2“ смјештен је и Републички хидрометеоролошки завод Републике Српске и Пољопривредни институт РС. Лазарево има и своју Амбуланту породичне медицине са више тимова љекара. Овдје се налази и надалеко познат — Завод за физикалну медицину и рехабилитацију „Др Мирослав Зотовић“. А Центар јавне безбједности Бањалука има у свом организационом саставу и Полицијску станицу Лазарево. Њено сједиште је у ул. Проте Николе Костића (МЗ „Лазарево 1“). 
Мултикултуралност је једна од основних карактеристика мјесне заједница, јер овдје живе људи различитог националног и религијског опредјељења, као и различите расне припадности.
Претеча Завод за физикалну медицину и рехабилитацију Др Мирослав Зотовић била је радионица за израду ортопедских помагала коју су 1952. покренули мајстори у самостану трапистичког реда „Марија Звијезда“. Радионица убрзо прераста у центар за рехабилитацију тјелесних инвалида. Од 1970. Завод носи име цијењеног војног хирурга и хероја Другог свјетског рата доктора Мирослава Зотовића. Данас је Завод респектабилна здравствена установа у чијем саставу је и бањски комплекс у Слатини те ЦБР екстерна амбуланта која ради при Клиничком центру Бања Лука.
Републички хидрометеоролошки завод Републике Српске има своје сједиште у МЗ „Лазарево 2“. Основан је 1992. године, а врши послове који се односе на: истраживање атмосфере, водних ресурса, квалитета ваздуха, метеоролошка и сеизмолошка дјелатности ...
Пољопривредни институт Републике Српске смјештен је у МЗ „Лазарево 2“. Основан је 1947. Обавља истраживања из области пољопривреде од стратешког значаја за Републику Српску. Институт је респектабилна научна установа са најдужим научно — истраживачким искуством у Босни и Херцеговини. Има властите земљишне површине, механизацију, лабораторије, дорадни центар, пословне објекте...

## Чланови Савјета мјесних заједница „Лазарево 1 и 2“
Сједиште мјесне заједнице је у ул. Књаза Милоша 29Д.
Савјет мјесне заједнице као представничко тијело Mјесне заједнице "Лазарево 2", броји седам чланова, а Савјет Мјесне заједнице "Лазарево 1" 9 чланова, а у складу са бројем бирача на територији мјесне заједнице према Централном бирачком списку. Избори за свјете бањалучких мјесних заједница одржани су 20. фебруара 2022. на мандатни период од четири године.
- Савјет Мјесне заједнице "Лазарево 1" (чланови):

Ковачевић Мишо, Радујковић Радојица, Видовић Игор, Аничић Божана, Кнежевић Срђан, Кукрић Живка, Славнић Обренко, Тешановић Цвијета, Милешевић Јасна.
- Савјет Мјесне заједнице "Лазарево 2" (чланови):

Берић Жарко, Шушњар Горан, Рађевић Ненад, Добраш Горан, Кнежевић Нада, Јајчанин Матошевић Сања, Чајић Рајка.

### Чланови Савјета Мјесне заједнице (2017 — 2022)
- Савјет Мјесне заједнице "Лазарево 1" (чланови):

Аничић Милана, Самарџић Милена, Пролић Драган, Релић Бранислав, Прерадовић Ђорђе, Славнић Обренко, Богданић Јасминко, Милишић Бунић Десанка, Метлић Цаца.
- Савјет Мјесне заједнице "Лазарево 2" (чланови):

Берић Жарко, Столић Драган, Жутић Младен, Савић Сњежана, Пауковић Ивана, Радоњић Маријана, Петраш Новак.

### Чланови Савјета Мјесне заједнице (2011 — 2017)
- Савјет Мјесне заједнице "Лазарево 1", чинили су:

Игор Видовић, предсједник; Славнић Обренко, потпредсједник; Пролић Драган, члан; Петреш Сања, члан; Ђукић Горан, члан; Релић Бранислав, члан; Кондић Данијел, члан; Врховац Александар, члан; Тешановић Цвијета, члан. 
- Савјет Мјесне заједнице "Лазарево 2", чинили су:

Миленко Рољић, предсједник; Игор Моцоња, потпредсједник; Александар Крагуљ, члан; Новак Петраш, члан; Драган Пеулић, члан; Маријана Радоњић, члан; Марко Станић, члан.

("БЛ — инфо", бр. 90, објављен 11.06. 2012)

## Мјесна заједница — облик учешћа грађана у локалној самоуправи
Представнички, колективни орган мјесне заједнице је савјет мјесне заједнице. 
Путем савјета мјесне заједнице грађани могу да учествују у поступку утврђивања приједлога за изградњу објеката комуналне инфраструктуре (канализација, водовод, тротоари, расвјета, асфалтирање улица, дјечија и спортска игралишта...) те могу иницирати одржавање и уређивање зелених површина и водотока — на подручју мјесне заједнице. Грађани могу покренути и иницијативу за: образовање, промјену подручја и измјену назива мјесне заједнице (најмање 5% бирача са подручја МЗ). У том случају предсједник савјета МЗ је дужан да у року од 30 дана, сазове Збор грађана ради гласања о иницијативи те ако буде прихваћена, да исту упути Скупштини Града на разматрање.

## Територија мјесних заједница
Мјесна заједница „Лазарево 1“ — образована је за територију града, коју чине улице:
Књаза Милоша (десна страна), Пиланска, Браће Пиштељића, Моравска, Дунавска, Савска, Јадранска, Попа Николе Прокопића, Браће Подгорника, Проте Николе Костића, Жељезничка колонија, Ложионичка, Стевана Мусића, Липовачка, Владана Деснице, Илије Гарашанина, Светитара Цвјетовића, Пољски партизански батаљон, Бранка Пердува, Слатинска, Саве Текелије, Хајдук Вељка, Мајора Драге Бајаловића, Мире Цикоте, Луке Вукајловића, Василија Острошког, Милана Цвијетића, Кајмакчаланска, Радована Вулина, Војводе Пријезде, Којића Пут, Милана Мирића, Ивана Косанчића, Милутина Бојића, Монахиње Јефимије, Милоша Попвића Ђурина, Змај Огњеног Вука, Бранка Поповића, Мојковачка, Подгоричка — парни бр. од 32 до 78. 
Мјесна заједница „Лазарево 2“ — образована је за територију града, коју чине улице: Ивана Горана Ковачића (дио), Бранка Грбчића, Књаза Милоша (лијева страна), Марка Липовца, Петра Пеције, Стојана Јанковића, Илије Смиљанића, Владимира Звонара, Краљице Марије, Шумадијска, Мирјане Јотановић, Алексе Дундића, Деспота Стефана Лазаревића, Сопоћанска, Сретена Стојановића, Дубичка, Маршала Жукова, Сердара Јанка Вукотића и Паје Јовановића.

## Слава мјесне заједнице
Слава Мјесних заједница „Лазарево 1“ и „Лазарево 2“ је Петровдан. Обиљежавају је обје мјесне заједнице у згради мјесне заједнице. Петровдан се обиљежава 12. јула по (грегоријанском) односно 29. јуна по јулијанском календару.

## Идеје и будући пројекти
Регулационим планом за мјесне заједнице које припадају Лазареву предвиђено је рушење барака и изградња стамбених зграда, четвероспратница.
Регулационим планом за Мјесну заједницу „Лазарево 2“ предвиђена је, а у 2020. дјелимично и реализована, изградња парка са пратећом инфраструктуром, дјечијим игралиштем, те теретаном у природи, на зеленој површини између магистралног пута Бања Лука-Градишка и паркинга испред цркве „Лазарица“ (дуж ограде ОШ „Иван Горан Ковачић“). Овим регулационим планом предвиђена је и изградња спортских терена и базена на зеленој површини, иза стадиона ФК Омладинац Лазарево.
Због великог броја монтажних објеката, и потребе брзе реакције ватрогасне службе у случају пожара како не би ескалирао у катастрофалне размјере, у МЗ „Лазарево 2“ је реализован пројекат — изградње Ватрогасног дома. Површина дома износи 1.622 квадрата, има у приземљу 5 гаража за ватрогасна возила, на првом спрату: спаваонице за ватрогасце, зимско-љетна башта, трим кабинет ... А на другом спрату: сала за састанке, музеј, архив ...
Мјесна заједница „Лазарево 2“ као урбана мјесна заједница има горућу потребу — за неколико дјечијих и једним спортским игралиштем, а пројекти и реализација истих очекују се у блиској будућности.

## Спорт и разонода
Лазарево је сједиште фудбалских клубова Жељезничар — МЗ „Лазарево 1“ и Омладинац — МЗ „Лазарево 2“. У сезони 2018/19. Жељезничар је заузео треће мјесто у Првој лиги Републике Српске у фудбалу, док се ФК Омладинац већ дужи низ сезона такмичи у оквиру Подручне лиге РС — Бањалука (5. ранг). Своје сједиште на територији МЗ „Лазарево 2“ има и ТК „Меч бол“ (match ball). Постоји такође и велики број спортиста рекреативаца у насељу, а омиљена мјеста за рекреацију су им — стадион „Омладинац“, сала ОШ „Борисав Станковић“, бициклистичка односно пјешачка стаза (стаза за трчање) Булевар Милутина Миланковића и ул. Илије Гарашанина. На подручју Лазарева налазио се до 2013. године, и једини зоолошки врт у Бањој Луци и Републици Српској. Преко пута цркве „Лазарица“ повремено егзистира и забавни луна парк.

### Зоолошки врт Бања Лука
У Делибашином селу постојао је једини зоолошки врт у Републици Српској. Свечано је отворен 2008. године. Налазио се у изузетно лијепом крајолику уз ријеку Врбас. Смјештен је био на површини од 23.000 m², на само 5 км од центра града. Парк је био осмишљен тако да поред изложбе различитих биљних и животињских врста нудио и низ других садржаја као што су: дјечији забавни парк са различитим врстама реквизита за игру, заштићено и сигурно дјечије игралиште, јахање пони коња, роштиљска мјеста итд. Зоо парк је имао обезбијеђен паркинг простор. У амбијент је био уклопљен и ресторан величине 400 m², који на менију нудио велики избор јела и пића. У ресторану капацитета 220 сједећих мјеста могуће је било организовати све врсте прослава као што су: вјенчања, крштења, матуре и сл. Постојала је и могућност организовања рођенданских и сл. прослава у „Ладањкој кући” површине 120 m². Дакле у амбијенту траписке шуме на десној обали ријеке Врбас посјетиоцима је нуђено у склопу ЗОО врта и рекреативно — забавни дио парка, те пратећи услужни садржаји за цјелодневни одмор и рекреацију. Након поплава које су задесиле Бању Луку, и причиниле велику штету и ЗОО врту, 2013. године, он је и дефинитивно затворен у немогућности обезбјеђења материјалне подршке за његову рестаурацију.

### Излетиште — Лендрин млин
Некада је Врбас био препознатљив по великом броју млинова. Тако се у МЗ „Лазарево 1“, на обали Врбаса и данас налази „Лендрин млин“. Конкретније, лоциран је неколико стотина метара низводно од трапистског моста. По млину је и читав тај живописан крајолик уз Врбас добио назив, а сада представља и омиљено излетиште и шеталиште овог насеља па и шире. Данас је Лендрин млин препознатљив и по традиционалној манифестацији у кувању рибље чорбе „Златни котлић“, која постоји у оквиру манифестације „Љето на Врбасу“. Чланови удружења „Еко Лендрин млин“ улажу велике напоре како би овај крај остао истинска — еко оаза. Лендрин млин стар је око 150 година, добио је име по воденичару Јоси Липовцу којег су у народу због љености прозвали Лендро.

## Галерија слика
- Амбуланта
- Споменик палим борцима ВРС
- Ватрогасни дом
- Вртић Колибри
- Подвожњак
- Алеја булевар